# Gać (dopływ Pilicy)
Gać – struga, lewy dopływ Pilicy o długości 18,59 km i powierzchni dorzecza ok. 91 km².
Struga płynie na Równinie Piotrkowskiej. Jej źródła znajdują się na północ od Tomaszowa Mazowieckiego, w pobliżu wsi Tarnowska Wola, na wysokości ok. 186 m n.p.m. Płynie przez główny kompleks Puszczy Pilickiej, a jej bieg jest przegrodzony czterema spiętrzeniami: Szczurek, Wojcieszek, Konewka i Spała. Ujście do Pilicy znajduje się na terenie Spały na wysokości ok. 146 m n.p.m. Gać nazywana była dawniej Guźnicą (od staropolskiej nazwy błot i bagien).
Wody Gaci od dawna używano do celów gospodarczych. Do historii przeszła zwłaszcza młynarska rodzina Spałów. Na przełomie XVII i XVIII wieku nad Gacią, niedaleko jej ujścia do Pilicy, stał drewniany młyn wodny, w którym pracował młynarz Bartłomiej Spała. Po nim młyn objął jego syn Marcin, który urządził dodatkowo przy młynie folusz. Około 1820, po śmierci Marcina Spały, który utopił się, jego syn Kacper uruchomił obok młyna tartak o jednym kole wodnym i jednej pile. Spałowie musieli opuścić to miejsce w związku z budową w 1884 rezydencji myśliwskiej i urządzeniem zwierzyńca dla cara Aleksandra III. Pozostałością tamtych czasów jest staw w Spale, użytkowany obecnie do rekreacji i hodowli ryb. Gać wpływa do Pilicy nieco poniżej Spały.